# 다게스탄주

다게스탄주의 문장

다게스탄주(러시아어: Дагестанская область)는 1860년부터 1921년까지 존재했던 러시아 제국의 주로 주도는 테미르한슈라(현재의 부이낙스크)이며 면적은 29,350km2, 인구는 571,154명(1897년 당시 기준)이다. 현재의 러시아 다게스탄 공화국에 걸쳐 있었다.